# 3423 Slouka
3423 Slouka (1981 CK) là một tiểu hành tinh vành đai chính được phát hiện ngày 9 tháng 2 năm 1981 bởi L. Brozek ở Klet.